# Ana Gros
Ana Gros (Velenje, 21 de enero de 1991) es una jugadora de balonmano eslovena que juega de lateral derecho en el Brest Bretagne Handball. Es internacional con la selección femenina de balonmano de Eslovenia.

## Palmarés

### RK Olimpija
- Liga de Eslovenia de balonmano femenino (1): 2009
- Copa de Eslovenia de balonmano femenino (1): 2009

### RK Krim
- Liga de Eslovenia de balonmano femenino (3): 2010, 2022, 2025
- Copa de Eslovenia de balonmano femenino (3): 2010, 2022, 2025

### Győri ETO
- Liga de Hungría de balonmano femenino (3): 2011, 2012, 2023
- Copa de Hungría de balonmano femenino (2): 2011, 2012
- EHF Champions League (1): 2024

### Thüringer HC
- Liga de Alemania de balonmano femenino (2): 2013, 2014

### Metz Handball
- Liga de Francia de balonmano femenino (4): 2014, 2016, 2017, 2018
- Copa de Francia de balonmano femenino (2): 2015, 2017
- Copa de la Liga (1): 2014

### Brest Bretagne
- Liga de Francia de balonmano femenino (1): 2021
- Copa de Francia de balonmano femenino (1): 2021

## Clubes
| Club                    | País      | Año         |
| ----------------------- | --------- | ----------- |
| RK Olimpija             | Eslovenia | 2008 - 2009 |
| RK Krim                 | Eslovenia | 2009 - 2010 |
| Győri ETO KC            | Hungría   | 2010 - 2012 |
| Thüringer HC            | Alemania  | 2012 - 2013 |
| Metz Handball           | Francia   | 2014 - 2018 |
| Brest Bretagne Handball | Francia   | 2018 - 2021 |
| Brest Bretagne Handball | Francia   | 2018 - 2021 |
| HBC CSKA Moscú          | Rusia     | 2021 - 2022 |
| RK Krim                 | Eslovenia | 2022        |
| Győri ETO KC            | Hungría   | 2022 - 2024 |
| RK Krim                 | Eslovenia | 2024 - 2025 |
| Brest Bretagne Handball | Francia   | 2025 -      |